# Sportovní Klub Slavia Praha 1997-1998
Questa voce raccoglie le informazioni riguardanti lo Sportovní Klub Slavia Praha nelle competizioni ufficiali della stagione 1997-1998.

## Stagione
Inizialmente Cipro è confermato alla guida del club ma alla settima giornata, dopo aver collezionato 12 punti e aver perso il derby contro i rivali dello Sparta Praga (0-1), è esonerato dall'incarico e il suo posto è presto da Tobiáš che guida lo Slavia per gran parte della stagione. A sei turni del termine del campionato, il tecnico lascia la panchina biancorossa, nonostante la vittoria sul campo del Viktoria Plzen per 2-1. Le restanti partite vedono Petr Rada alle redini dello Slavia, che conclude il torneo cogliendo altri 14 punti, frutto di 4 vittorie e 2 pareggi, che portano la società a vincere la volata per il secondo posto davanti a Sigma Olomouc e Football Club Baník Ostrava.
In Coppa, il club elimina Třeboň (1-3), Zlin (0-1), AFK Chrudim (0-3) e Viktoria Pilsen (0-1), raggiungendo la semifinale e perdendo contro il Petra Drnovice 2-0.
In Europa lo Slavia Praga è qualificato per la Coppa delle Coppe UEFA in virtù della vittoria conseguita l'anno prima in Coppa nazionale: i cechi estromettono il Lucerna (6-2) e il Nizza (3-3, regola dei gol fuori casa) prima di cadere contro lo Stoccarda (1-3) ai quarti di finale.

## Calciomercato
Vengono ceduti Novotný (Wolfsburg), Penicka (KSC Lokeren), Šmejkal (Norimberga), nel settembre 1997 Jindráček (Jablonec) e nel gennaio 1998 Hysky (Boby Brno), Rehák (Petra Drnovice), Vavra (Maccabi Haifa) e Kubík (Chicago Fire).
Vengono acquistati Václavík (MFK Karviná), Koller (Dynamo České Budějovice), Labant (Dukla Banska Bystrica), Petrouš (Bohemians Praga), Pinjo (Inter Zapresic), Krejcik (Bohemians Praga), Kuchar (Bohemians Praga), David e nel settembre 1997 Kucera (Hradec Králové).

## Rosa
| N. |                                 | Ruolo | Calciatore      |
| -- | ------------------------------- | ----- | --------------- |
|    | Rep. Ceca (bandiera)            | P     | Radek Černý     |
|    | Rep. Ceca (bandiera)            | P     | Jan Stejskal    |
|    | Rep. Ceca (bandiera)            | P     | Michal Václavík |
|    | Croazia (bandiera)              | D     | Slađan Ašanin   |
|    | Rep. Ceca (bandiera)            | D     | Luboš Kozel     |
|    | Rep. Ceca (bandiera)            | D     | Jiří Lerch      |
|    | Rep. Ceca (bandiera)            | D     | Libor Koller    |
|    | Bosnia ed Erzegovina (bandiera) | D     | Samir Pinjo     |
| 17 | Rep. Ceca (bandiera)            | D     | Adam Petrouš    |
|    | Slovacchia (bandiera)           | D     | Vladimír Labant |

| N. |                      | Ruolo | Calciatore    |
| -- | -------------------- | ----- | ------------- |
|    | Rep. Ceca (bandiera) | D     | Petr Vlček    |
|    | Rep. Ceca (bandiera) | C     | Pavel Horváth |
|    | Rep. Ceca (bandiera) | C     | Edvard Lasota |
|    | Rep. Ceca (bandiera) | C     | Radek Krejčík |
|    | Rep. Ceca (bandiera) | C     | Tomáš Kuchař  |
|    | Rep. Ceca (bandiera) | C     | Ivo Ulich     |
|    | Rep. Ceca (bandiera) | A     | Robert Vágner |
|    | Rep. Ceca (bandiera) | A     | Pavel David   |
|    | Rep. Ceca (bandiera) | A     | Tomáš Kučera  |
|    | Rep. Ceca (bandiera) | A     | Karel Vácha   |